# (7289) Kamegamori
(7289) Kamegamori est un astéroïde de la ceinture principale.

## Description
(7289) Kamegamori est un astéroïde de la ceinture principale. Il fut découvert le 5 mai 1991 à Geisei par Tsutomu Seki. Il présente une orbite caractérisée par un demi-grand axe de 2,32 UA, une excentricité de 0,13 et une inclinaison de 8,4° par rapport à l'écliptique.

## Compléments